# All the Good Girls Go to Hell
《All the Good Girls Go to Hell》是美国歌手怪奇比莉的歌曲。2019年9月6日Darkroom和新視鏡唱片发行了她的首张录音室专辑《當我們睡了 怪事發生了》中的第六支主打单曲。比莉和菲尼亚斯·奥康奈尔合作编写了该歌曲，并由后者制作。
《All the Good Girls Go to Hell》在美国Billboard Hot 100上排名第46位。它在澳大利亚，加拿大和新西兰的排行榜上也进入了前20名。 这首歌的音乐錄影帶已于2019年9月4日上载到比莉的YouTube频道上。比莉在科切拉音乐节，格拉斯顿伯里当代表演艺术节以及她的2019年《當我們睡了世界巡迴演唱會》上现场表演了这首歌。

## 音樂錄影帶
2019年9月3日，在时代广场上揭晓了《All the Good Girls Go to Hell》音樂錄影帶的预告片。第二天，该视频通过比莉的YouTube频道发布，並接續《埋葬友情》的錄影帶，描绘了这位歌手是堕落的天使的故事。

## 榜單
| 榜单（2019年）                       | 最佳排名 |
| ------------------------------------ | -------- |
| 澳大利亚（澳大利亚唱片业协会單曲榜） | 8        |
| 比利时佛兰德（Ultratip榜外單曲榜）   | 1        |
| 比利时瓦隆（Ultratip榜外單曲榜）     | 20       |
| 加拿大（Canadian Hot 100）           | 19       |
| France (SNEP)                        | 179      |
| 63                                   |          |
| 匈牙利（四十強單曲榜）               | 21       |
| Ireland (IRMA)                       | 52       |
| Italy (FIMI)                         | 70       |
| 荷兰（百强单曲榜）                   | 42       |
| 新西兰（新西兰唱片音乐协会单曲榜）   | 9        |
| Norway (VG-lista)                    | 22       |
| 葡萄牙（葡萄牙唱片業協會单曲榜）     | 22       |
| Sweden (Sverigetopplistan)           | 25       |
| 英國（官方榜单公司單曲榜）           | 77       |
| 美国（《告示牌》百大單曲榜）         | 46       |
| 美國（《告示牌》Pop Airplay）        | 27       |
| 美國（《告示牌》Rock Airplay）       | 27       |

## 發行歷史
| 地区     | 日期          | 形式         | 标签     | 参考来源 |
| -------- | ------------- | ------------ | -------- | -------- |
| 義大利   | 2019年9月6日  | 當代流行電台 | 環球音樂 | [ 20 ]   |
| 澳大利亞 | 2019年9月6日  | 當代流行電台 | 環球音樂 | [ 21 ]   |
| 全球     | 2019年10月6日 | 當代流行電台 | 環球音樂 | [ 22 ]   |

## 外部連結
- YouTube上的音源